# کنت دی کمرون
کنت دی کمرون (به انگلیسی: Kenneth Donald Cameron) فضانورد اهل کشور ایالات متحده آمریکا است که در ۲۹ نوامبر ۱۹۴۹ میلادی در کلیولند، اوهایو زاده شد. وی در مأموریت اس‌تی‌اس-۳۷، اس‌تی‌اس-۵۶، اس‌تی‌اس-۷۴ حضور داشته است.